# كيري جيمس
كيري جيمس هو مغني، رابر وكاتب أغاني فرنسي ولد في 28 ديسمبر 1977 في لزابيم، غوادلوب لأبوين من هايتي.

## روابط خارجية
- كيري جيمس على موقع IMDb (الإنجليزية)
- كيري جيمس على موقع ألو سيني (الفرنسية)
- كيري جيمس على موقع ميوزك برينز (الإنجليزية)
- كيري جيمس على موقع أول ميوزيك (الإنجليزية)
- كيري جيمس على موقع ديسكوغز (الإنجليزية)